# أسعد مصطفى

أسعد مصطفى (ممثل)

أسعد مصطفى ممثل مصري  بدأ مشواره الفنى في الأربعينيات غالبا دور الفلاح. حصيلة أعماله التلفزيونية والسينمائية 6 أعمال.
لمع في دور الخولي الذي ينصح الباشا سراج منير بالزواج من تمر حنه (نعيمه عاكف) في فيلم «تمر حنة» عام 1957.

## قائمة أعماله
فيلم «رباب» للمخرج أحمد جلال عام 1942
فيلم «تمر حنة» للمخرج حسين فوزي عام 1957
فيلم «تجار الموت» للمخرج كمال الشيخ عام 1957
فيلم «العتبة الخضراء» للمخرج فطين عبد الوهاب عام 1959
مسلسل «وحش البراري» للمخرج فايق إسماعيل عام 1965
مسلسل «عادات وتقاليد» للمخرج حمادة عبد الوهاب عام 1972 

## وصلات خارجية
https://elcinema.com/person/1990233 أسعد مصطفى
https://dhliz.com/artist/C-4sxATGdhw/ أسعد مصطفى
https://karohat.com/Person/3e571b6f-8e37-44e7-a6cf-7d2962aaaf36 أسعد مصطفى